# Alison Lurie
Alison Lurie (Chicago, Illinois, 1926. szeptember 3. – Ithaca, 2020. december 3.) amerikai regényíró, irodalomtudós, irodalomkritikus. 1984-ben Foreign Affairs című regényéért (amely magyarul Borbás Mária fordításában Külhoni viszonyok (1990),  majd Feltételes megálló (2001) címmel jelent meg) Pulitzer-díjat nyert.

## Magyarul megjelent művei
- Külhoni viszonyok; ford. Borbás Mária, versford. Kiss Zsuzsa; Európa, Bp., 1990
  - (Feltételes megálló címen is)
- Feltételes megálló; ford. Borbás Mária, versford. N. Kiss Zsuzsa; Ulpius-ház, Bp., 2001 
  - (Külhoni viszonyok címen is)
- Végállomás, Florida; ford. Borbás Mária; Ulpius-ház, Bp., 2001